# NGC 6588
NGC 6588 је група звезда у сазвежђу Паун која се налази на NGC листи објеката дубоког неба.
Деклинација објекта је - 63° 48' 24" а ректасцензија 18h 21m 27,0s. Привидна величина (магнитуда) објекта NGC 6588 износи 12,6. NGC 6588 је још познат и под ознакама ESO 103-**14.